# Anamaria Tămârjan
Anamaria Tămârjan, née le 8 mai 1991 à Constanța, est une gymnaste artistique roumaine.

## Biographie
Anamaria Tămârjan remporte aux Jeux olympiques d'été de 2008 à Pékin la médaille de bronze du concours général par équipe.
Elle participe aussi au concours général individuel, au concours des barres asymétriques et du sol, sans dépasser le stade des qualifications.

## Palmarès

### Jeux olympiques
- Pékin 2008
  -  médaille de bronze au concours général par équipes.

### Championnats d'Europe
- Clermont-Ferrand 2008
  -  médaille d'or au concours général par équipes.
  -  médaille de bronze au sol.

- Milan 2009
  -  médaille d'argent à la poutre.